# 行 (中國商業史)
行，是中國古代的商人團體的稱謂，區別於歐洲11-19世紀的歷史專有名詞「行會」。
中國古代把從事買賣者稱為「商」的歷史可追溯至先秦以前，與士、農、工同列為四民。在不同的歷史朝代，商人的地位也有所不同，在漢朝曾經一度被視同於市井之徒，士大夫不屑與之為伍。
唐宋時期，商人的地位得到提升，出現了稱為「團」、「行」、「市」、「作」的行會組織，行會的領袖被稱為「行頭」或「行老」，加入行會的商戶稱為「行戶」，行會向行戶收取「行用」，代表本行向外承接生意，謀取本行的利益，處理同業之間的事宜和糾紛，相當於現在的同業公會，又具有半官府的性質。

## 另見
- 中國老行業
- 行业、行會、 公行
- 公司
- 銀行、洋行、商行